# Canthydrus bakeri
Canthydrus bakeri is een keversoort uit de familie diksprietwaterkevers (Noteridae). De wetenschappelijke naam van de soort werd in 1921 gepubliceerd door Raymond Peschet.